# 塔里木大学
塔里木大学（简称塔大）位于中國大陸新疆维吾尔自治区阿拉尔市，原名塔里木农垦大学，是中西部高等教育振兴计划高校（"小211"即中西部高校基础能力建设工程），教育部实施援疆学科建设计划，指定浙江大学、武汉大学、中国农业大学、东华大学、兰州大学、华中农业大学、东北农业大学等著名高校对口支援塔里木大学。为了适应国家屯垦戍边事业和开发塔里木垦区对各类人才的需要，在原国家副主席王震将军的倡导和关怀下，于1958年创建，他生前一直任名誉校长。学校是国务院学位委员会批准的首批具有学士学位授予权的本科院校，2003年获得硕士学位授予权，2004年5月经教育部批准，更名为塔里木大学。原为农业部直属高校，现为中央和新疆生产建设兵团共建。

## 历史
1958年，塔里木河农业大学创办。1960年，更名为塔里木农垦大学。
2004年5月，更名为塔里木大学。因在脱贫攻坚战中作出突出贡献，2021年2月25日全国脱贫攻坚总结表彰大会上，塔里木大学被授予“全国脱贫攻坚先进集体”。